# José de Armendáriz y Perurena
José de Armendáriz y Perurena (Ribaforada, Navarra, 1670 - Madrid, 1740), I marqués de Castelfuerte, fou un militar i funcionari espanyol partidari de Felip V durant la Guerra de Successió Espanyola, fou virrei del Perú.
Fill de Juan de Armendáriz y García de Usechi i de María Josefa Perurena y Muguiro, tenia un germà de nom Juan Francisco. Inicià la seva carrera militar servint de capità de cavalleria i lluità durant la Guerra dels Nou Anys al Flandes Espanyol lluitant en la batalla de Fleurus (1690) i batalla de Neerwinden (1693). Passà com a mestre de camp del cos de dragons, i participà en la Presa de Palamós i el Setge de Barcelona (1697). Amb l'entronització de la nova dinastia Borbó, restà fidel a Felip V. Destinat a Nàpols i ascendit a brigadier, participà en la fracassada campanya d'invasió borbònica de Portugal el 1704 i en el fracassat setge per recuperar Gibraltar (1704-1705) ja com a mariscal de camp. Promogut a tinent general (1706), exercí càrrecs a Extremadura; comandà les tropes borbòniques a la ó las tropas reales en la batalla de La Gudiña (1709) i tingué una notable participació en la batalla de Villaviciosa (1710). Fou premiat amb l'Orde de Santiago i com tal beneficiat amb les comandes de Montizón i Chiclana, a més d'atorgar-se-li el títol de marqués de Castelfuerte el 30 de juny de 1711. Continuà avançant en la conquesta borbònica del regne d'Aragó i lluità en la campanya de Catalunya (1713-1714).
Acabada la guerra fou nomenat governador militar de Tarragona. Posteriorment prengué part en la conquesta de Sardenya i durant la campanya de Sicília contribuí en la presa de Messina i Francavilla (1718). Posteriorment fou nomenat governador i capità general de Guipúscoa i el 1723 Felip V el nomenà Virrei del Perú. Salpà de Cadis el 31 de desembre de 1723 i a Lima prengué possessió del govern el 14 de maig de 1724. Retornat posteriorment, morí a Madrid sense descendència el 16 d'abril de 1740 i els seus càrrecs nobiliaris passaren al seu germà.